# The Woman Conquers
The Woman Conquers er en amerikansk stumfilm fra 1922 af Tom Forman.

## Medvirkende
- Katherine MacDonald som Ninon Le Compte
- Bryant Washburn som  Frederick Van Court III
- Mitchell Lewis som Lazar
- Francis McDonald som Lawatha
- June Elvidge som Flora O'Hare
- Clarissa Selwynne som Jeanette Duval
- Boris Karloff som Raoul Maris